# Rang Perang Daya
Rang Perang Daya is een bestuurslaag in het regentschap Pamekasan van de provincie Oost-Java, Indonesië. Rang Perang Daya telt 3543 inwoners (volkstelling 2010).